# Blackburn Rovers Football Club
El Blackburn Rovers Football Club és un club de futbol anglès, de la ciutat de Blackburn al comtat de Lancashire. Actualment juga a la Football League Championship.

## Història
El Blackburn Rovers va ser fundat el 5 de novembre de l'any 1875, format principalment per membres de la Blackburn Grammar School Old Boys, de la que originàriament adoptà el nom. Fou membre fundador de la Football League el 1888. El 1912 guanyà el seu primer títol de lliga. Fou un dels clubs més impressionants del país durant els anys anteriors a la Primera Guerra Mundial, on destacà el famós defensa Bob Crompton. L'equip va guanyar la lliga 1994/95 i és un dels sis únics equips que ha aconseguit guanyar la Premier League des de la seva fundació, juntament amb el Manchester United FC, el Chelsea FC, l'Arsenal Football Club, el Manchester City i el Leicester.
Ha jugat als següents estadis: 
- Oozehead Ground (1876-77)
- Pleasington Cricket Ground (1877-78)
- Alexandra Meadows (1878-81)
- Leamington Road (1881-90)
- Ewood Park (des de 1890)

## Colors

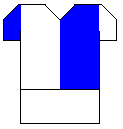
Equipament

El Blackburn juga amb samarreta a meitats blanca i blava, amb els pantalons blancs i mitgetes blanques.

## Palmarès
- 3 Lliga anglesa: 1911-12, 1913-14, 1994-95
- 6 Copa anglesa: 1883-84, 1884-85, 1885-86, 1889-90, 1890-91, 1927-28
- 1 Lliga anglesa de Segona Divisió: 1938-39
- 1 Lliga anglesa de Tercera Divisió: 1974-75
- 1 Community Shield: 1912
- 1 Full Members Cup: 1987

## Jugadors

### Planter 2016/17
A 1 setembre 2016
| N. | Pos. | Nac. | Jugador                                  |
| -- | ---- | --- | ---------------------------------------- |
| 1  | POR  | [[Fitxer:Flag of England.svg\|23x15px\|border \|alt=Anglaterra\|link=Selecció de futbol d'Anglaterra\|{{#if:\|]]           | Jason Steele                             |
| 2  | DEF  | [[Fitxer:Flag of Wales 2.svg\|23x15px\|border \|alt=Gal·les\|link=Selecció de futbol de Gal·les\|{{#if:\|]]                | Adam Henley                              |
| 3  | DEF  | [[Fitxer:Flag of Scotland.svg\|23x15px\|border \|alt=Escòcia\|link=Selecció de futbol d'Escòcia\|{{#if:\|]]                | Gordon Greer                             |
| 4  | DEF  | [[Fitxer:Flag of Ireland.svg\|23x15px\|border \|alt=Irlanda\|link=Selecció de futbol de la República d'Irlanda\|{{#if:\|]] | Tommie Hoban (cedit pel Watford FC)      |
| 5  | DEF  | [[Fitxer:Flag of Ireland.svg\|23x15px\|border \|alt=Irlanda\|link=Selecció de futbol de la República d'Irlanda\|{{#if:\|]] | Derrick Williams                         |
| 6  | MIG  | [[Fitxer:Flag of England.svg\|23x15px\|border \|alt=Anglaterra\|link=Selecció de futbol d'Anglaterra\|{{#if:\|]]           | Jason Lowe (captain)                     |
| 7  | MIG  | [[Fitxer:Flag of England.svg\|23x15px\|border \|alt=Anglaterra\|link=Selecció de futbol d'Anglaterra\|{{#if:\|]]           | Liam Feeney                              |
| 8  | MIG  | [[Fitxer:Flag of Ireland.svg\|23x15px\|border \|alt=Irlanda\|link=Selecció de futbol de la República d'Irlanda\|{{#if:\|]] | Jack Byrne (cedit pelManchester City FC) |
| 9  | DAV  | [[Fitxer:Flag of Ireland.svg\|23x15px\|border \|alt=Irlanda\|link=Selecció de futbol de la República d'Irlanda\|{{#if:\|]] | Anthony Stokes                           |
| 10 | MIG  | [[Fitxer:Flag of England.svg\|23x15px\|border \|alt=Anglaterra\|link=Selecció de futbol d'Anglaterra\|{{#if:\|]]           | Ben Marshall                             |
| 12 | DAV  | [[Fitxer:Flag of England.svg\|23x15px\|border \|alt=Anglaterra\|link=Selecció de futbol d'Anglaterra\|{{#if:\|]]           | Danny Graham                             |
| 14 | DEF  | [[Fitxer:Flag of Scotland.svg\|23x15px\|border \|alt=Escòcia\|link=Selecció de futbol d'Escòcia\|{{#if:\|]]                | Charlie Mulgrew                          |

| N. | Pos. | Nac. | Jugador                                        |
| -- | ---- | --- | ---------------------------------------------- |
| 15 | DEF  | [[Fitxer:Flag of England.svg\|23x15px\|border \|alt=Anglaterra\|link=Selecció de futbol d'Anglaterra\|{{#if:\|]]                  | Elliott Ward                                   |
| 17 | DAV  | [[Fitxer:Flag of the Netherlands.svg\|23x15px\|border \|alt=Països Baixos\|link=Selecció de futbol dels Països Baixos\|{{#if:\|]] | Marvin Emnes (cedit pel Swansea City)          |
| 19 | DAV  | [[Fitxer:Flag of England.svg\|23x15px\|border \|alt=Anglaterra\|link=Selecció de futbol d'Anglaterra\|{{#if:\|]]                  | Sam Gallagher (cedit pel Southampton FC)       |
| 20 | DEF  | [[Fitxer:Flag of Scotland.svg\|23x15px\|border \|alt=Escòcia\|link=Selecció de futbol d'Escòcia\|{{#if:\|]]                       | Stephen Hendrie (cedit pel West Ham United FC) |
| 21 | MIG  | [[Fitxer:Flag of Nigeria.svg\|23x15px\|border \|alt=Nigèria\|link=Selecció de futbol de Nigèria\|{{#if:\|]]                       | Hope Akpan                                     |
| 23 | MIG  | [[Fitxer:Flag of England.svg\|23x15px\|border \|alt=Anglaterra\|link=Selecció de futbol d'Anglaterra\|{{#if:\|]]                  | Danny Guthrie                                  |
| 26 | MIG  | [[Fitxer:Flag of Ireland.svg\|23x15px\|border \|alt=Irlanda\|link=Selecció de futbol de la República d'Irlanda\|{{#if:\|]]        | Darragh Lenihan                                |
| 29 | MIG  | [[Fitxer:Ulster Banner.svg\|23x15px\|border \|alt=Irlanda del Nord\|link=Selecció de futbol d'Irlanda del Nord\|{{#if:\|]]        | Corry Evans                                    |
| 30 | DEF  | [[Fitxer:Flag of England.svg\|23x15px\|border \|alt=Anglaterra\|link=Selecció de futbol d'Anglaterra\|{{#if:\|]]                  | Wes Brown                                      |
| 31 | MIG  | [[Fitxer:Flag of England.svg\|23x15px\|border \|alt=Anglaterra\|link=Selecció de futbol d'Anglaterra\|{{#if:\|]]                  | Elliott Bennett                                |
| 32 | MIG  | [[Fitxer:Flag of Scotland.svg\|23x15px\|border \|alt=Escòcia\|link=Selecció de futbol d'Escòcia\|{{#if:\|]]                       | Craig Conway                                   |
| 33 | POR  | [[Fitxer:Flag of Spain.svg\|23x15px\|border \|alt=Espanya\|link=Selecció de futbol d'Espanya\|{{#if:\|]]                          | David Raya                                     |

## Jugadors destacats
| - Fergus Suter - David Batty - Tommy Briggs - Ronnie Clayton - Andrew Cole - Bob Crompton - Bryan Douglas - David Dunn - Bill Eckersley - Tim Flowers - Simon Garner | - Matt Jansen - Graeme Le Saux - Bobby Mimms - Mike Newell - Keith Newton - Eddie Quigley - Stuart Ripley - Tim Sherwood - Chris Sutton - Dave Whelan | - Alan Shearer - Ossie Ardiles - Robbie Slater - Dino Baggio - Eyal Berkovic - Henning Berg - Martin Dahlin - Dwight Yorke - Roy Wegerle - Barry Ferguson | - Kevin Gallacher - Colin Hendry - Damien Duff - Shay Given - Jason McAteer - Craig Bellamy - Mike England - Mark Hughes - Michel Salgado |